# Clemente Origo

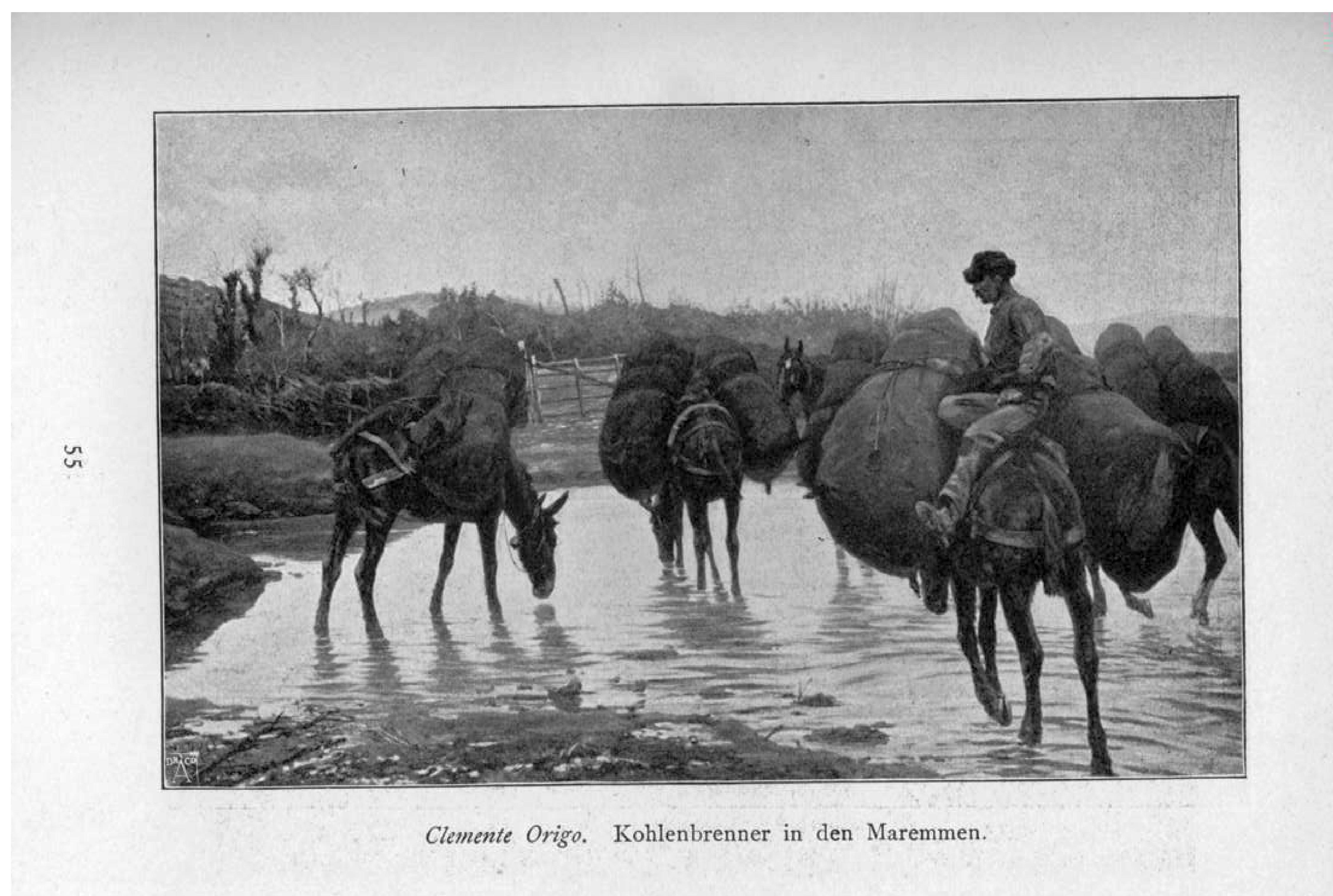

Clemente Origo, né en 1855 à Rome et mort le 22 septembre 1921 à Florence, est un peintre et sculpteur italien.

## Biographie
Clemente Origo naît en 1855 à Rome.
Origo étudie le dessin auprès de Cesare Fracassini et de Guglielmo de Sanctis. Il se consacre d'abord à la peinture puis à la sculpture en travaillant en particulier avec P. Trubeckoj.
Il réside à Florence. Ses sujets présentent couramment des bovins et des chevaux et des scènes d'élevage dans les plaines italiennes. Il peint aussi des paysages, souvent exposés à la Promotrice de Florence et dans d'autres expositions italiennes. Parmi ses œuvres figurent Testa dì cavallo, studio dal vero ; Cavalli al trotto ; Mandria al Pascolo ; Strada di Larici, Cavallino caduto (1902, Uffizi), Morte del cervo (1907). En 1913, à Saint-Pétersbourg, il travaille à l'esquisse du monument d'Alexandre III.
Il participe à plusieurs expositions à Paris, et reçoit une médaille d'argent à l'Exposition Universelle de 1900.
Il meurt le 22 septembre 1921 à Florence.